# Борисов, Александр Дмитриевич
Александр Дмитриевич Борисов (6 октября 1893 — ?) — советский военный деятель, полковник, участник Первой мировой, Гражданской, Великой Отечественной и советско-японской войн, военный историк.

## Биография
Родился 6 октября 1893 года в городе Скопине (ныне — Рязанская область). Окончил реальное училище в родном городе. В октябре 1912 года поступил во Владимирское пехотное училище в Санкт-Петербурге. В июле 1914 года окончил его и был выпущен младшим офицером в 10-й Ново-Ингерманландский пехотный полк. Участвовал в боях Первой мировой войны, командовал взводом, ротой, батальоном. После роспуска царской армии вернулся в Скопин, где возглавил городскую милицию.
В августе 1918 года Борисов поступил на службу в Рабоче-Крестьянскую Красную Армию. Участвовал в Гражданской войне, будучи заведующим оперативной частью, старшим помощником начальника штаба 1-й бригады 26-й стрелковой дивизии. Во время боёв против конницы генерала К. К. Мамонтова командовал одним из отрядов особого назначения. С октября 1919 года командовал ротой, батальоном, пулемётной командой 492-го стрелкового полка. Участвовал в боях против войск генерала Н. Н. Юденича и польских частей Ю. Пилсудского.
После окончания Гражданской войны продолжал службу в Красной Армии. В 1923 году окончил Военную академию РККА. В течение нескольких лет служил в пограничных войсках ОГПУ. С августа 1928 года — на штабной работе. Был начальником отдела штаба Московского военного округа, начальником отделения Мобилизационно-планового управления Высшего совета народного хозяйства СССР, помощником начальника, начальником отделения в Генеральном штабе Красной Армии. В мае 1938 года направлен на преподавательскую работу, был старшим преподавателем тактики на курсах усовершенствования командного состава запаса, преподавателем, старшим преподавателем истории империалистической войны в Военной академии имени М. В. Фрунзе.
2 июля 1941 года Борисов был назначен начальником штаба 4-й стрелковой дивизии народного ополчения Куйбышевского района города Москвы, а 9 июля 1941 года принял командование над ней. В это соединение направлялись добровольцы из ряда наркоматов СССР и РСФСР, Центросоюза СССР, книжных издательств, типографий, редакций газет, а также жители Лопасненского, Егорьевского и Щёлковского районов Московской области. В июле 1941 года дивизия Борисова обустраивала оборонительные рубежи на Смоленщине, а позднее была включена в 24-ю армию генерал-майора К. И. Ракутина. Во время боёв под Вязьмой в октябре 1941 года был начальником отдела боевой подготовки 32-й армии, оказался в окружении, и лишь к концу месяца сумел пересечь линию фронта.
С ноября 1941 года Борисов возглавлял отдел боевой подготовки 26-й армии, позднее командовал 25-й и 24-й отдельными стрелковыми бригадами. Принимал участие в Любанской наступательной операции. В апреле 1942 года отозван в распоряжение Военного совета фронта, а позднее — Народного комиссариата обороны СССР. С декабря 1942 года занимал должности старшего помощника начальника оперативного отдела по изучению истории войны. Опубликовал ряд военно-исторических работ, в том числе одним из первых описал историю обороны Одессы в 1941 году. С июля 1944 года возглавлял отдел по использованию опыта войны Оперативного управления штаба Карельского фронта. Участвовал также в советско-японской войне на той же должности в Оперативном управлении штаба 1-го Дальневосточного фронта.
С декабря 1945 года возглавлял отдел по изучению опыта войны Оперативного управления Приморского военного округа. В апреле 1946 года переведён в Военно-историческое управление Генерального штаба Вооружённых Сил СССР, был научным сотрудником, старшим научным сотрудником.
В марте 1953 года в звании полковника вышел в отставку. Дальнейшая судьба неизвестна.

## Награды
- Орден Ленина (21 февраля 1945 года);
- 3 ордена Красного Знамени (3 ноября 1944 года, 30 марта 1945 года, 24 июня 1948 года);
- Орден Отечественной войны 1-й степени (9 сентября 1945 года);
- Орден Отечественной войны 2-й степени (14 февраля 1944 года);
- Медали «За оборону Москвы», «За оборону Ленинграда», «За оборону Советского Заполярья» и другие.